# Iwakuni

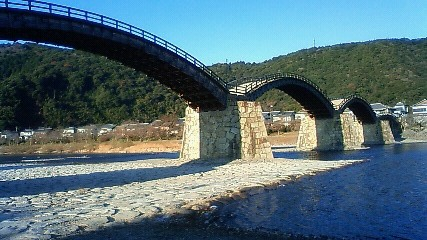
Ponte Kintai

Iwakuni (岩国市?, Iwakuni-shi) è una città giapponese della prefettura di Yamaguchi.